# Signigobius biocellatus
Signigobius biocellatus es una especie de peces de la familia de los Gobiidae en el orden de los Perciformes.

## Morfología
Los machos pueden llegar a alcanzar los 10 cm de longitud total.

## Reproducción
Es  monógamo.

## Alimentación
Come invertebrados.

## Hábitat
Es un pez de mar y, de clima tropical (22 °C-27 °C).

## Distribución geográfica
Se encuentra en el Pacífico occidental: desde las Filipinas hasta las Islas Salomón, Vanuatu, el sur de la Gran Barrera de Coral y República de Palacio (la Micronesia ).

## Observaciones
Es inofensivo para los humanos.